# Dorit Beinisch
Dorit Beinisch (hebreo: דורית ביניש) (Tel Aviv, 28 de febrero de 1942) es una jurista israelí. Fue la presidenta de la Corte Suprema de Israel entre el 14 de septiembre de 2006 y el 28 de febrero de 2012. Ella fue la primera mujer en ocupar ese puesto en Israel.

## Biografía
Beinisch nació el 28 de febrero de 1942, en Tel Aviv. Su padre, Aarón Werba, un funcionario público, emigró a Israel desde Polonia en 1933. Su madre, Chava, era una maestra de kindergarten en Tel Aviv. Sirvió en el ejército israelí, donde alcanzó el rango de teniente. En 1967, recibió su título de Licenciado en Derecho de la Universidad Hebrea de Jerusalén y dos años después completó su Maestría en Derecho en la misma universidad, al mismo tiempo como aprendiz en el Ministerio de Justicia. En 1964, se casó con Yeheskell Beinisch, un abogado en Jerusalén. Tiene dos hijas, Daniela y Michal. El 6 de junio de 2010 Dorit Beinisch recibió el título honorario de Doctor en Filosofía por la Universidad Hebrea de Jerusalén.

## Carrera legal
Beinisch comenzó su larga carrera de servicio público cuando se unió al Ministerio de Justicia en 1967. Se desempeñó en el Ministerio de Justicia durante 28 años, la celebración de la mayoría de los altos cargos y convertirse en la primera mujer en Israel para servir en estas posiciones.

### La Oficina del Procurador del Estado (1967-1995)
Entre 1967 y 1969, Beinisch sirvió en la Oficina del Procurador como asistente del Distrito de Jerusalén, en 1970 fue ascendida para convertirse en asistente superior del abogado del Estado.
De 1975 a 1982, Beinisch se desempeñó como directora del Departamento de Derecho Constitucional y Administrativo en la Oficina del Fiscal del Estado. Ella representó al Estado ante el Tribunal Supremo en los casos constitucionales y administrativos.
Beinisch sirvió como Abogado del Estado Adjunto desde 1982 hasta 1988. Ella jugó un papel fundamental en la persecución de algunos de los más difíciles casos del estado, cuyos efectos se mantienen en la actualidad. Ella recogió pruebas para la comisión Kahan, que investigó la Masacre de Sabra y Chatila , y durante el caso recibió amenazas a su vida.
De 1989 a 1995, Beinisch sirvió como el Abogado del Estado de Israel. En este cargo, dirigió todos los litigios del gobierno en todos los niveles de los tribunales, y fue responsable de todos los aspectos profesionales de la representación legal del Estado de Israel en los tribunales. Como Abogado del Estado, Beinisch se esforzó por hacer cumplir la ley sin discriminación, encabezó una guerra implacable contra la corrupción, los derechos humanos y aplicar las normas constitucionales y legales sobre la base de la ley israelí e internacional. Ella ha dedicado especial atención a acabar con la corrupción del gobierno y de garantizar que las instituciones gubernamentales, especialmente las fuerzas de seguridad y la policía, se adherieran a respetar la ley y proteger los derechos humanos.
Beinisch representó al estado de Israel ante la Corte Suprema en una variedad de casos, especialmente significativos, en la que fue influyente en la conformación de la política del Estado de proteger los valores democráticos. Por ejemplo, a finales de la década de 1980, se dirigió la lucha en la Corte Suprema que condujo a la prohibición de la extrema derecha Kach a ser parte de la Knesset.
Beinisch tuvo una gran lucha sobre cuestiones controvertidas en el debate público y político. Un caso fue el asunto Kav 300, que sacudió a Israel en 1984, con la revelación de que dos secuestradores palestinos de un autobús israelí que habían sido capturados con vida por agentes del Servicio General de Seguridad Shin Bet, fueron ejecutados en el acto. Esto fue seguido por un intento, del Shin Bet, para encubrir la verdad, con pruebas falsas. Beinisch apoyo firmemente al procurador general Yitzhak Zamirs ante la insistencia de que todos los implicados en los asesinatos y los encubridores fueran juzgados, asumió la responsabilidad a pesar de la fuerte oposición del gobierno a tal juicio.

### Corte Suprema de Justicia (1995-2005)
Beinisch fue designado como Juez de la Corte Suprema de Israel en diciembre de 1995. En este cargo , Beinisch ha dictado decisiones importantes en diversos campos legales - la protección de los derechos humanos al mismo tiempo, el equilibrio con los intereses públicos, incluidas las necesidades de seguridad, de conformidad con las normas internacionales y dentro de los principios de derecho administrativo y constitucional, analizar el alcance constitucional de la derecho a la dignidad humana que está protegida por la Ley Básica israelí: dignidad y libertad humanas, desarrollar el principio de revisión judicial en los procedimientos del Poder Legislativo, la revisión de las diversas actividades de la rama ejecutiva a la luz de las normas constitucionales y administrativos, entre ellos la discriminación, la irracionalidad y la falta de proporcionalidad, la interpretación del derecho penal y procesal; y la decisión en los casos de acoso sexual y otros casos de delitos sexuales.

### Presidente del Supremo Tribunal de Justicia (2006-presente)
En septiembre de 2006 Beinisch juro como Presidente de la Corte Suprema de Israel, después de haber sido votada en forma unánime, siendo la primera mujer en la historia de Israel en ocupar ese puesto. Como Presidente de la Corte Suprema, que es el jefe del poder judicial israelí y responsable de la gestión del sistema judicial. Beinisch cree que una de sus principales tareas consiste en salvaguardar la independencia del sistema judicial israelí y velar por su carácter apolítico, y se destaca en su lucha para promover la independencia institucional del sistema.
En sus resoluciones, Beinisch destacó los mismos principios que ella luchó en su carrera pública, junto con su creencia sobre el papel de la Corte Suprema en una sociedad democrática para proteger los derechos civiles y humanos, con especial atención a los derechos de las mujeres y los niños , poblaciones socialmente vulnerables,y a los trabajadores inmigrantes. Beinisch hace hincapié en la importancia de la revisión judicial de las actividades del poder ejecutivo, incluidos los militares, así como la importancia de seguir el estado de derecho , y la preservación de la persona el derecho de todos de acceso a los tribunales.
El 27 de enero de 2010, Beinisch resultó herida moderadamente cuando un hombre de 52 de años de edad,  llamado Pinchas Cohen cuando le lanzó sus zapatillas durante una audiencia sobre el uso medicinal de la marihuana , golpeándola en la frente, rompiendo sus gafas y dejándola fuera de su silla. Cohen estaba descontento con el sistema legal sobre una decisión del tribunal de familia hace cuatro años y tiene una historia violenta. Fue arrestado y más tarde se disculpó por su acto, y dijo que esperaba que ella estuviera bien.

## Resoluciones
Beinisch se ha centrado en la corrupción del gobierno y garantizar que las instituciones gubernamentales se adhieran a la ley, con un énfasis especial énfasis en las FDI, la policía y los servicios de seguridad general.
Entre sus notables sentencias como juez del Tribunal Supremo es una decisión por la que los padres no pueden usar el castigo corporal. El castigo corporal, que ella escribió, viola el derecho del niño a la dignidad y a la integridad física.
En un caso de 2006, relativa a un detenido en el uso del derecho a asistencia letrada, el Tribunal Supremo absolvió a un soldado condenado por el uso de drogas sobre la base de su propia confesión, esto sucedió porque la policía militar que lo interrogó no le informó al soldado su derecho a consultar con un abogado. Beinisch dictaminó que, en vista del cambio de normativa en el sistema jurídico israelí introducidas por la Ley Básica: Dignidad Humana y Libertad, ha llegado el momento de adoptar una doctrina de la jurisprudencia de inadmisibilidad de pruebas obtenidas ilegalmente. También sostuvo que la doctrina apropiada para el sistema legal de Israel a adoptar no es absoluta, sino una doctrina relativa que permite al tribunal para excluir las pruebas obtenidas ilegalmente a su discreción.
Algunas de las sentenciasn de Beinisch han tratado de salvaguardar los derechos humanos al abordar las necesidades urgentes de seguridad en Cisjordania y Gaza. En una sentencia de 2005 contra el uso del ejército israelí de "escudos humanos" de acuerdo que con el entonces presidente Aharon Barak que la práctica de enviar en un paro local palestina por delante de las tropas israelíes durante las incursiones en peligro su vida, violó su libre albedrío y su dignidad humana.
En sentencia dictada en septiembre de 2007, Beinisch dictaminó que la ruta del muro de separación construido por Israel debe ser alterado, cerca de la aldea palestina de Bil'in. Beinisch ha aceptado al comandante militar de la afirmación de que la valla en esta zona se construyó por razones de seguridad nacional, pero sostuvo que las adaptaciones hechas para la construcción israelí a futuro no constituyen una necesidad vital de seguridad y el trazado de la valla en el área de Bil'in no cumple con el requisito de proporcionalidad.
En 2007, una petición fue presentada ante el Tribunal Supremo con respecto a la decisión del gobierno para proteger a las escuelas en las ciudades israelíes de los ataques de cohetes Qassam disparados desde la Franja de Gaza. Las autoridades adoptaron un plan de protección en virtud del cual algunas de las aulas estaban protegidos y otros no. Beinisch dictaminó que la decisión de no dar plena protección a las aulas de los niños en los grados 4-12 y aulas especiales fue muy poco razonable, y el tribunal podría intervenir.
En 2008, Beinisch se pronunció sobre la interpretación de la ley de combatientes ilegítimos y la medida en que la ley es compatible con el derecho internacional humanitario. En su sentencia principal, Beinisch escribió que la detención administrativa de un "combatiente ilegal" significativamente viola su derecho a la libertad personal. Esto es coherente con las perspectivas básicas que prevalece en el sistema legal israelí, según la cual es preferible mantener una ley por medio de interpretación siempre que sea posible, en lugar de declararla nula por razones constitucionales.
En 2009, Beinisch emitió una resolución el establecimiento de precedentes sobre la inconstitucionalidad de la privatización de las cárceles. Cuatro años después de la petición fue presentada, y alrededor de un año después de la concesionaria terminó de construir la primera cárcel privada - donde 2.000 prisioneros fueron programados para ser enviados - Beinisch gobernó de manera inequívoca que el problema no es la naturaleza de la prisión o el concesionario. Es el principio de la privatización de las cárceles que es inconstitucional.
Beinisch también es conocida por sus opiniones disidentes. En un caso, se consideró que un acuerdo de culpabilidad-negociar sobre cargos de abuso sexual debe ser cancelada debido a que contraviene los principios administrativos y estaban en contra del interés público. En otro caso, se consideró que la prohibición total de publicidad política en televisión y radio no era válido porque no existe una legislación explícita principal para tal limitación excesiva a la libertad de expresión política.